# Valérien Ismaël
Valérien Alexandre Ismaël (Estrasburgo, Francia, 28 de septiembre de 1975), exfutbolista y entrenador francés, descendiente de togolés. Jugaba de defensa. Actualmente dirige al Blackburn Rovers de la EFL Championship.
Durante su carrera como jugador, Ismaël jugó para Racing de Estrasburgo, Crystal Palace, RC Lens, Werder Bremen, Bayern Múnich y Hannover 96. Como jugador, ganó la Copa de Francia, la Copa de la Liga dos veces, la Bundesliga dos veces, como así como la DFB-Pokal en dos ocasiones. Después de su retiro, pasó a la dirección técnica, primero como entrenador de reserva para varios clubes antes de pasar al Núremberg, luego con VfL Wolfsburgo antes de un período notable con LASK de la Bundesliga austríaca y posteriormente en el Barnsley y en el West Bromwich Albion del Championship.

## Carrera como jugador

### Strasbourg
Ismaël hizo su debut con el Strasbourg contra el Cannes el 15 de enero de 1994. Disputó 77 partidos de liga en su primera etapa con el club. Además, apareció en cinco partidos de la Copa de la UEFA, anotando una vez.

### Crystal Palace
Ismaël fue fichado por el Crystal Palace por £2,75 millones en enero de 1998, lo que lo convirtió en el jugador más caro de la historia del club. A pesar de esto, solo jugó 13 partidos con el club londinense y estuvo allí solo diez meses de enero a octubre de 1998, antes de regresar a su Francia natal para fichar por el RC Lens en octubre de 1998.

### Lens
El tiempo de Ismaël en Lens lo vio recuperar su forma después de su breve y costoso paso por Inglaterra. Jugó 83 veces, anotando cinco goles. También tuvo una breve cesión en su antiguo club, el Estrasburgo, durante la temporada 2000-01 de la División 1, pero no pudo ayudarlos a evitar el descenso. Sin embargo, jugó con el Estrasburgo en la final de la Copa de Francia de 2001, en la que vencieron al Amiens en los penaltis. Regresó a Lens para la temporada 2001-02 de la División 1, donde estuvo particularmente en buena forma, jugando 33 veces y anotando en cuatro ocasiones. Sin embargo, fue vendido de nuevo a Estrasburgo para la temporada siguiente luego de su ascenso a la máxima categoría.

### Regreso a Estrasburgo
Al regresar a su antiguo club por tercera vez, Ismaël fue nombrado capitán. Llevó al club a una respetable posición (N°13) y atrajo el interés de Europa debido a sus actuaciones serenas en defensa. En su última etapa disputó 26 partidos y marcó dos goles. En total, jugó 167 encuentros en todas las competiciones y anotó siete goles.

### Werder Bremen
Ismaël fue cedido al Werder Bremen en 2003, donde disputó 32 partidos, anotando cuatro goles. Bremen ganó el doblete alemán en su primera temporada en el club. Fue vendido al club antes de la temporada siguiente, donde volvió a aparecer 32 veces, anotando cuatro goles. Sin embargo, el equipo finalizó en el tercer lugar. También hizo siete apariciones en la Liga de Campeones de la UEFA, anotando dos veces.

### Bayern Múnich

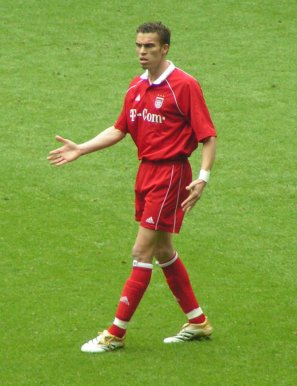
Ismaël en el Bayern Múnich

Ismaël llegó al Bayern Múnich en julio de 2005. Recibió una tarjeta roja en su debut con el club, pero terminó la temporada ganando el doblete de liga y copa alemana por segunda vez en su carrera. Sin embargo, solo apareció una vez en la campaña 2006-07 para el club debido a su lesión a largo plazo y finalmente fue liberado para unirse al Hannover 96 en enero de 2007. Jugó 31 partidos ligueros con el Bayern sin marcar y ocho partidos de Champions, anotando un gol contra el AC Milan en una derrota por 4-1.

### Hannover 96
Ismaël fue traído al club para fortalecer la defensa en apuros y brindar liderazgo a sus nuevos compañeros de equipo. Su primer partido con el Hannover fue contra su club anterior, el Bayern, jugó bien durante 45 minutos y ayudó a su equipo a mantener un 0-0. Tras ser sustituido por una lesión menor, el equipo recibió tres goles en la segunda parte. Tras superar la lesión, se convirtió en un jugador clave para el equipo. Debido a nuevas lesiones y un mal pronóstico de recuperación, se retiró el 5 de octubre de 2009. En total disputó 18 partidos con el Hannover.

## Carrera como entrenador

### Hannover 96
El 10 de octubre de 2009, Ismaël se convirtió en subdirector general del Hannover 96. Desde el 24 de junio de 2010, también fue miembro de la junta directiva del club. El 28 de noviembre de 2011 asumió el cargo de entrenador del segundo equipo, el Hannover 96 II. En la temporada 2011-12, terminó en sexto lugar con un récord de 14 victorias, ocho empates y 12 derrotas. Durante la temporada 2012-13, finalizaron en el cuarto lugar con un récord de 16 victorias, seis empates y ocho derrotas. Ismaël se marchó el 30 de junio de 2013.

### VfL Wolfsburgo II
Ismaël fue entrenador del VfL Wolfsburgo II entre el 1 de julio de 2013 y el 5 de junio de 2014. Wolfsburg II ganó la Regionalliga Nord en la temporada 2013-14 y perdió ante elSonnenhof Großaspach en el play-off de ascenso.

### 1. FC Núremberg

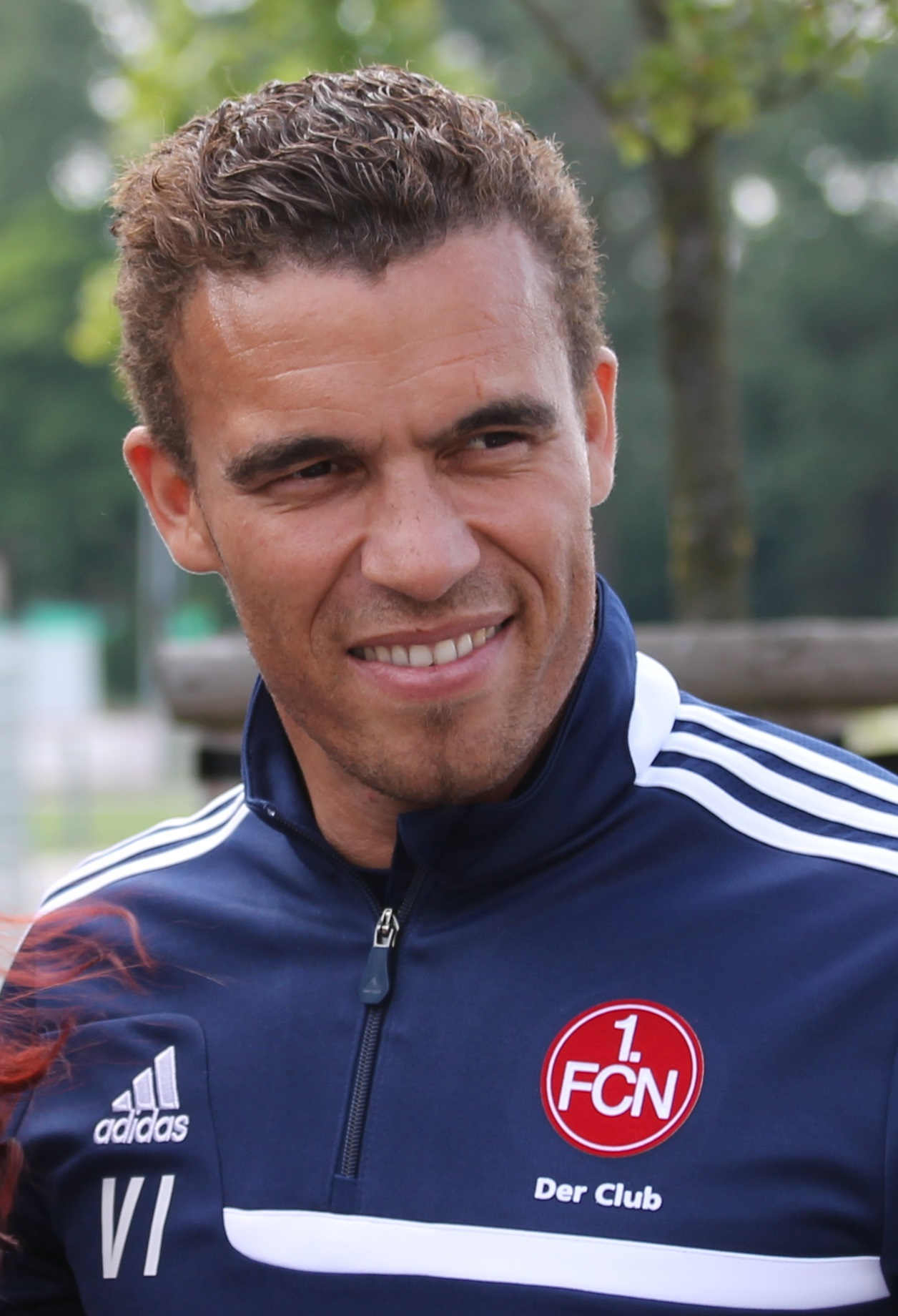
Ismaël en 2014

Ismaël se convirtió en el nuevo entrenador del 1. FC Núremberg el 5 de junio de 2014 y ganó su primer partido en el cargo contra el Erzgebirge Aue por 1-0 el 3 de agosto de 2014. Luego perdió ocho de sus siguientes 13 partidos y fue despedido el 10 de noviembre de 2014; tres días después de una derrota por 2-1 ante el SV Sandhausen. Terminó con un récord de cuatro victorias, dos empates y ocho derrotas.

### Regreso al VfL Wolfsburgo II
Ismaël regresó al VfL Wolfsburgo II el 1 de junio de 2015. Repitiendo el éxito de su primer mandato con el equipo, ganó la Regionalliga Nord 2015-16. Sin embargo, una vez más, cayeron en el play-off de ascenso, esta vez ante Jahn Regensburg.

### VfL Wolfsburgo
El entrenador del primer equipo, Dieter Hecking, fue despedido el 17 de octubre de 2016 y fue reemplazado por Ismaël de forma interina. En sus primeros cuatro juegos a cargo, Wolfsburgo logró ganar dos veces. Ismaël fue ascendido de entrenador interino a entrenador permanente el 7 de noviembre de 2016. Fue despedido en febrero de 2017, tras perder 4 de los 5 últimos partidos, dejando al equipo como 14º clasificado (igual que a su llegada).

### Apollon Smyrnis
El 29 de mayo de 2018, se anunció que Ismaël había firmado un contrato de dos años con el club Apollon Smyrnis de la Superliga griega. Sin embargo, después de dirigirlos solo en un partido de liga contra el Larissa el 25 de agosto de 2018, en el que el Apollon perdió 0-1 en casa, fue destituido de su cargo directivo seis días después por desacuerdos con el presidente del club.

### LASK
Para la temporada 2019-20, Ismaël sucedió a Oliver Glasner como nuevo entrenador y director deportivo del equipo austríaco LASK. En los primeros meses de su mandato, llevó al equipo al mejor inicio de la historia del club (17 puntos en 8 partidos). 
También llevó al club a su primera aparición en los play-offs de la UEFA Champions League. Después de vencer al favorito FC Basel, el equipo quedó eliminado contra el Club Brujas. En la primera aparición del LASK en la UEFA Europa League, el equipo ganó el grupo con el Sporting de Lisboa, el PSV Eindhoven y el Rosenborg. Después de vencer al AZ Alkmaar en los dieciseisavos de final, perdieron contra el Manchester United. Después de la pausa del fútbol inducida por Covid-19, LASK entrenó un par de días antes sin respetar las normas impuestas por el país. Fue muy criticado por otros clubes y los medios de comunicación ya que el equipo no jugaba bien y se les descontaron 4 puntos por infringir las reglas sanitarias, lo que les permitió terminar en la cuarta posición de la liga. El club se separó de Ismaël el 11 de julio de 2020, cuando Dominik Thalhammer estuvo disponible para sucederlo.

### Barnsley
Cuando Gerhard Struber decidió unirse a los New York Red Bulls en otoño de 2020, Barnsley contrató a Ismaël como su sucesor. En la temporada 20/21 logró colocar 5° al Barnsley y entró en los "play-offs" de ascenso, donde fueron derrotados en la semifinal ante el Swansea City. Después de esa gesta, fue contratado por el recién descendido West Brom, reemplazando a Sam Allardyce.

### West Bromwich Albion
El 24 de junio de 2021, Ismaël se unió al West Bromwich Albion, recientemente descendido al Championship, firmó un contrato de cuatro años y se convirtió en el primer entrenador francés del club. TEl 2 de febrero de 2022, Ismaël abandonó el club de mutuo acuerdo tras una mala racha.

### Beşiktaş
El 25 de marzo de 2022, Ismaël se convirtió en entrenador del club turco Beşiktaş. Antes de su llegada, el equipo fue entrenado temporalmente por uno de los entrenadores juveniles, Önder Karaveli. El contrato de Ismael se extendía hasta el final de la temporada 2022-23. Sin embargo, permaneció 7 meses en el cargo, hasta octubre del mismo año, cuando rescindió su contrato "de mutuo acuerdo" con el club.

### Watford
El 10 de mayo de 2023, Ismaël se incorporó al Watford del Championship como nuevo entrenador del club, tras la renuncia de Chris Wilder.El 9 de marzo de 2024, fue despedido de su cargo después de solo una victoria en sus últimos 10 partidos dirigidos.

### Blackburn Rovers
El 25 de febrero de 2025, asumió al frente del Blackburn Rovers y firmó un contrato hasta junio de 2028.

## Clubes

### Como jugador
| Club             | País       | Año         | Partidos | Goles |
| ---------------- | ---------- | ----------- | -------- | ----- |
| RC Strasbourg    | Francia    | 1993 - 1998 | 87       | 1     |
| Crystal Palace   | Inglaterra | 1998        | 13       | 0     |
| RC Lens          | Francia    | 1998 - 2002 | 83       | 5     |
| RC Strasbourg    | Francia    | 2002 - 2003 | 26       | 2     |
| Werder Bremen    | Alemania   | 2003 - 2005 | 64       | 8     |
| Bayern de Múnich | Alemania   | 2005 - 2007 | 38       | 0     |
| Hannover 96      | Alemania   | 2007 - 2009 | 18       | 0     |

### Como entrenador
| Club                 | País       | Año           | P   | PG  | PE | PP  | Rendimiento |
| -------------------- | ---------- | ------------- | --- | --- | -- | --- | ----------- |
| Hannover 96 II       | Alemania   | 2011-2013     | 49  | 24  | 10 | 15  | 55.78%      |
| VfL Wolfsburgo II    | Alemania   | 2013-2014     | 36  | 23  | 6  | 7   | 69.45%      |
| F. C. Núremberg      | Alemania   | 2014          | 14  | 4   | 2  | 8   | 33.33%      |
| VfL Wolfsburgo II    | Alemania   | 2015-2016     | 48  | 30  | 8  | 10  | 68.06%      |
| VfL Wolfsburgo       | Alemania   | 2016-2017     | 17  | 6   | 1  | 10  | 37.25%      |
| Apollon Smyrnis      | Grecia     | 2018          | 1   | 0   | 0  | 1   | 0%          |
| LASK Linz            | Austria    | 2019-2020     | 50  | 31  | 6  | 13  | 66%         |
| Barnsley FC          | Inglaterra | 2020-2021     | 44  | 25  | 6  | 13  | 61.37%      |
| West Bromwich Albion | Inglaterra | 2021-2022     | 31  | 12  | 9  | 10  | 48.39%      |
| Beşiktaş JK          | Turquía    | 2022          | 19  | 8   | 8  | 3   | 56.15%      |
| Watford              | Inglaterra | 2023-2024     | 41  | 12  | 14 | 15  | 40.65%      |
| Blackburn Rovers     | Inglaterra | 2025-presente | 15  | 4   | 3  | 8   | 33.34%      |
| Total                | Total      | Total         | 365 | 179 | 73 | 113 | 55.71%      |

## Palmarés

### Como jugador

#### Campeonatos nacionales
| Título           | Club             | País     | Año     |
| ---------------- | ---------------- | -------- | ------- |
| Copa de la Liga  | RC Strasbourg    | Francia  | 1996-97 |
| Copa de la Liga  | RC Lens          | Francia  | 1998-99 |
| Copa de Francia  | RC Strasbourg    | Francia  | 2000-01 |
| Bundesliga       | Werder Bremen    | Alemania | 2003-04 |
| Copa de Alemania | Werder Bremen    | Alemania | 2003-04 |
| Bundesliga       | Bayern de Múnich | Alemania | 2005-06 |
| Copa de Alemania | Bayern de Múnich | Alemania | 2005-06 |

#### Campeonatos internacionales
| Título                    | Club          | País    | Año  |
| ------------------------- | ------------- | ------- | ---- |
| Copa Intertoto de la UEFA | RC Strasbourg | Francia | 1995 |

### Como entrenador

#### Campeonatos nacionales
| Título            | Club              | País     | Año     |
| ----------------- | ----------------- | -------- | ------- |
| Regionalliga Nord | VfL Wolfsburgo II | Alemania | 2013-14 |
| Regionalliga Nord | VfL Wolfsburgo II | Alemania | 2015-16 |